# 明日の夜は何が食べたい?
「明日の夜は何が食べたい？」（あしたのよるはなにがたべたい？）は、SHISHAMOの4作目の配信限定シングルで通算14作目のシングル。2020年12月23日にGOOD CREATORS RECORDS / UNIVERSAL SIGMAからリリースされた。

## 楽曲解説
- 前作「人間」と2作連続でリリースされた曲。コロナ禍の自粛期間で料理の機会が増えた宮崎が、料理をテーマに恋愛を描いてみたいと思ったことが制作のきっかけだった[1][2]。
- コロナ禍で宮崎は、メンバーに渡すデモ音源の質を上げるため、家の中で曲を作る環境を整えたという。その際に新たな機材をいくつか購入したが、この曲はそれらを使用して作った最初の曲だったと明かしている[2]。
- 2020年12月16日、メンバー3人で生ゲスト出演したFM802『ROCK KIDS 802 -OCHIKEN Goes ON!! -』でラジオ初オンエアされた[3]。
- 12月24日、ミュージック・ビデオがYouTubeでプレミア公開された[4]。ビデオは歌詞やジャケットに出て来るシチューをメンバー3人で作る映像となっており、構図の考案から撮影までメンバー自身が手掛け、全編吉川のiPhoneで撮影された[5][6]。

## 収録アルバム
- 『SHISHAMO 7』